# Muhuta
Muhuta è un comune del Burundi situato nella provincia di Rumonge con 60.633 abitanti (censimento 2008).

## Geografia antropica

### Suddivisioni amministrative
Il comune è suddiviso in 18 colline.